# Svájcban történt légi közlekedési balesetek listája
A Svájcban történt légi közlekedési balesetek listája mind a halálos áldozattal járó, mind pedig a kisebb balesetek, meghibásodások miatt történt, gyakran csak az adott légiforgalmi járművet érintő baleseteket is tartalmazza évenkénti bontásban.

## Svájcban történt légi közlekedési balesetek

### 2018
- 2018. augusztus 4. 10:00-előtt, Luzern közelében, Hergiswil mellett. Egy kis repülőgép lezuhant egy erdős területen, majd kigyulladt. A hatóságok korábban még nem tudták pontosan megállapítani az áldozatok, vagy sérültek pontos számát, de vasárnapra kiderült, hogy a balesetben 4 fő vesztette életét.[1]
- 2018. augusztus 4., a Piz Segnas-hegység nyugati oldalán, 2540 méteren, Graubünden kantonban. A Ju Air légitársaság 1939-es gyártású Junkers Ju 52-es típusú repülőgépe hegyoldalnak csapódott. A repülőgép útja során Ticinóból Dübendorfba tartott. A gép fedélzetén 17 utas és 3 fős személyzet tartózkodott.[2][3]